# Ennirgálanna
Ennirgálanna (𒂗𒉪𒅅𒀭𒈾 en-nir-gal2-an-na, „Nergal úr elfogadta”, vagy „Nergaltól jóváhagyott pap”) az uri Égissirgal papnője, a III. uri dinasztia uralkodójának, Ur-nammunak és feleségének, Vatartumnak leánya, Sulgi testvére. Ur-nammu az uralkodásának ötödik évében, a középső kronológia szerint i. e. 2108–2107 körül nevezte ki. Ez az aktus, valamint hogy a Nanna-templom építése Ur-Nammu évneveiben csak ezt követi, azt valószínűsíti, hogy Ur-nammu Utu-héngál halála után nem lett azonnal szuverén uralkodó, bár a lugal címet felvette. Az Égissirgal főpapnői közül az Ennirgalannát megelőző ismert név Enannépada, aki a lagasi Ur-Baba leánya volt. Ennirgalannát pedig unokahúga, Sulgi leánya, Ennirzianna követte.
A RIME 3/2 (1999) számában publikált tizenkét soros fogadalmi felirat:
1. dnin-gal 2. nin-a-ni 3. nam-ti 4. ur-dnamma 5. nita kal-ga 6. lugal uri5ki-ma 7. lugal ki-en-gi ki-uri 8. ad-da-na-sze3 9. en-nir-gal2-an-na 10. en dnanna 11. dumu ki-ag2-ni 12. a mu-na-ru
Fordítása:
Ningal, a hölgy Ur-nammu életéért, (aki) erős ember, Ur lugalja, Sumer és Akkad királya, Ennirgálanna apja, (aki) Nanna papnője, az ő (Nanna) szeretett gyermeke készíttette (ezt).